# Ḧ
Cette page contient des caractères spéciaux ou non latins. S’ils s’affichent mal (▯, ?, etc.), consultez la page d’aide Unicode.
Ḧ (minuscule : ḧ), appelé H tréma, est une lettre additionnelle latine, utilisée dans l’écriture du kurmandji et dans certaines romanisations ALA-LC. Elle a été ou est parfois utilisée dans l’écriture du halkomelem (Cowichan).
Il s’agit de la lettre H diacritée d’un tréma.

## Utilisation
En halkomelem (Cowichan), la lettre h tréma ‹ ḧ › est utilisé pour représenter une consonne fricative uvulaire sourde [χ] et le digramme h tréma w ‹ ḧw › pour représenter une consonne fricative uvulaire sourde labialisée [χʷ].

## Représentations informatiques
Le H tréma peut être représente avec les caractères Unicode suivants :
- précomposé (latin étendu B)[1] :

| formes    | représentations | chaînes de caractères | points de code | descriptions                    |
| --------- | --------------- | --------------------- | -------------- | ------------------------------- |
| capitale  | Ḧ               | Ḧ                     | U+1E26         | lettre majuscule latine h tréma |
| minuscule | ḧ               | ḧ                     | U+1E27         | lettre minuscule latine h tréma |

- décomposé (latin de base, diacritiques) :

| formes    | représentations | chaînes de caractères | points de code | descriptions                                |
| --------- | --------------- | --------------------- | -------------- | ------------------------------------------- |
| capitale  | Ḧ               | H◌̈                    | U+0048 U+0308  | lettre majuscule latine h diacritique tréma |
| minuscule | ḧ               | h◌̈                    | U+0068 U+0308  | lettre minuscule latine h diacritique tréma |